# Rockhead
Rockhead war eine 1988 von Bob Rock gegründete kanadische Hard-Rock-Band. Sie veröffentlichte 1993 ihr einziges Album Rockhead.

## Geschichte
Rock gründete die Gruppe 1988 zusammen mit Schlagzeuger Chris Taylor, Bassist Jamey Kosh und Sänger Steve Jack. Der vor allem als Produzent (Mötley Crüe, Queen, Skid Row, Bon Jovi, Metallica) bekannte Rock war Gitarrist der Gruppe, die zunächst die Single Heartland veröffentlichte.
Das selbstbetitelte Debütalbum erschien im Januar 1993, am Songwriting und den Aufnahmen hatten sich Billy Duffy von The Cult, sowie Jon Bon Jovi und Richie Sambora von Bon Jovi beteiligt. Als weitere Singles wurden Bed of Roses und Chelsea Rose ausgekoppelt, und die Band begleitete Bon Jovi als Support auf deren Keep the Faith-Tour.
Die Albumverkäufe blieben trotz positiver Kritiken der Fachpresse hinter den Erwartungen zurück, unter anderem, weil Grunge die Rockmusik revolutionierte und der Sound von Bands wie Rockhead nicht mehr angesagt war. Die Band löste sich auf und Rock widmete sich wieder seiner Produzententätigkeit.

## Diskografie
- 1993: Rockhead (Album, Capitol Records)